# Sœurs de la Miséricorde de Vérone
Les sœurs de la Miséricorde de Vérone (en latin :  Sorores a Misericordia Veronenses) sont une congrégation religieuse féminine hospitalière de droit pontifical.

## Historique

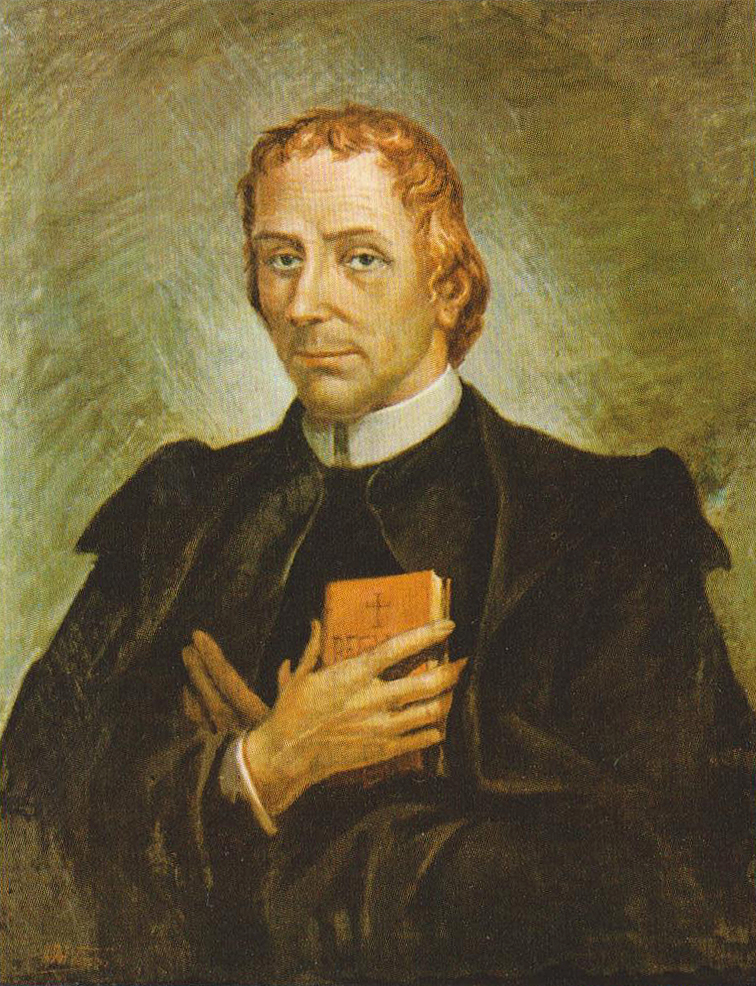
Charles Steeb, fondateur de la congrégation, vers 1820

En 1799 à Vérone, Charles Steeb (1773-1865) Pierre Leonardi et Madeleine de Canossa mettent en place une école pour les religieuses infirmières destinées à servir dans les hôpitaux militaires et sur les champs de bataille mais à la suite de la défaite de Napoléon Ier à Waterloo, Madeleine de Canossa et Léonardi préfèrent se concentrer sur d'autres apostolats.
Steeb décide de poursuivre son travail de soins dans les hôpitaux, il fonde les sœurs de la Miséricorde le 2 novembre 1840 avec Vincente Marie Poloni (1802-1855) et trois de ses compagnes. L'institut obtient l'approbation diocésaine le 10 septembre 1848 et reçoit le décret de louange le 8 juillet 1931 ; leurs constitutions religieuses sont approuvées par le Saint-Siège le 5 août 1941 et à nouveau le 6 juillet 1983. 

## Activités et diffusion
Les sœurs se consacrent principalement à l'assistance aux malades mais également à l'enseignement et aux missions. 
Elles sont présentes en :
- Europe : Italie, Albanie, Allemagne, Portugal.
- Amérique : Argentine, Brésil, Chili.
- Afrique : Angola, Tanzanie.

La maison-mère est à Vérone.
En 2017, la congrégation comptait 764 sœurs dans 73 maisons.